# Danny Sillada
Danny Sillada est un artiste contemporain, écrivain, musicien et critique culturel philippin, né le 27 avril 1963 à Cateel, dans le Davao oriental.
Il crée des œuvres de types variés, allant de la peinture à la performance en passant par l'installation ou la poésie.